# Sivi zovoj
Sivi zovoj (lat. Pterodroma mollis) je morska ptica iz porodice zovoja. Gnijezdi se na otocima južne polutke: Tristan da Cunha, Gough, otočje Princa Edwarda, Macquarie, otočje Crozet...
Pelagična je i rijetko se približava kopnu, osim kad se nalazi u koloniji. Hrani se glavonošcima, ali ponekad i rakovima, te ribama. Gnijezdi se u velikim kolonijama na oceanskim otocima. Sezona počinje u rujnu. Kao gnijezda sluše jazbine.